# Gjirokastër
Gjirokastër (pronunciat [ɟɪɾokaˈstəɾ] en albanès) o Gjirokastra (en grec, Αργυρόκαστρο, Argirókastro; en italià, Argirocastro; en turc, Ergiri o Argiri o Ergeri) és una ciutat d'Albània. És la principal ciutat del sud del país, i la capital del comtat i del districte homònims. És a la falda del Mali Gjerë, a la vall del Drin, afluent del Vijosë (Voyutsa). Està dominada pel castell medieval, probablement venecià. La seva població el 2011 era de 19.836 persones. La ciutat és considerada com el centre de la comunitat grega d'Albània.
La importància de Gjirokastër rau en el fet que és el bressol d'alguns dels albanesos més cèlebres, com el dictador comunista Enver Hoxha o l'escriptor albanès més universal, Ismail Kadare.
D'altra banda, el centre antic de la ciutat va ser declarat ciutat museu durant el règim comunista. El 2005, la UNESCO va declarar la ciutat museu de Gjirokastër Patrimoni de la Humanitat, com a rar exemple de poble otomà ben conservat i construït per terratinents. També en formen part Butrot i Berat.

## Història
La ciutat era propera a l'antiga Adrianòpolis, i agafa el seu nom probablement d'una tribu il·líria.
Fou possessió romana d'Orient i va portar els nom d'Argyropolis ("Ciutat de plata", en grec Αργυρόπολις) o Argyrokastron ("Castell de plata", en grec: Αργυρόκαστρον). El 1205, va passar al despotat d'Epir.
Va passar als otomans (1417) sota Baiazet I (Argiri-kasri) i fou capital del sandjak d'Arvanya; se l'esmenta com a feu de la família Zenebissi (Zenebish); el 1506, ja pertanyia al sandjak d'Avlonya. El 1811, va quedar per un temps en mans d'Ali Tepelen. Al segle xix, fou altre cop capital de sandjak amb el seu nom turc d'Ergiri, depenent del wilayat de Janina (Yanya) i fou centre d'oposició al domini otomà. El 1880, va acollir l'assemblea (nacionalista) de Gjirokastër. En la Guerra dels Balcans (1912-1913), Grècia va reclamar la ciutat quan es van retirar els otomans, però fou atorgada a Albània pel tractat de Londres (1913) i el protocol de Florència del 17 de desembre de 1913.
El març del 1914, els grecs van declarar la ciutat estat autònom de l'Epir, que fou reconegut pel protocol de Corfú, però finalment, en el marc de la I Guerra Mundial, els grecs van ocupar la ciutat (tardor del 1914) i Korçë, i l'abril del 1916 el sud del territori autònom fou annexionat a Grècia, fins que el 1919 la conferència de pau de París la va restituir a Albània, segons el que s'estableix el 1913.
L'abril del 1939 fou ocupada pels italians; un intent de Grècia d'ocupar la ciutat va ser efímer; el setembre del 1943 va passar a control alemany després de la capitulació d'Itàlia; el 1944 hi van entrar els guerrillers comunistes. Sota el règim comunista va esdevenir un centre industrial.